# SJ Y31
De Y31 en Y32 is een twee- of driedelig diesel treinstel van het Bombadier type Itino met lagevloerdeel voor het regionaal personenvervoer van de Statens Järnvägar (SJ) in Zweden. Het treinstel werd door Adtranz ontwikkeld uit het motorrijtuig Regio-Shuttle en later door Bombardier Transportation gebouwd.

## Geschiedenis
De fabriek van Waggon Union was sinds 1906 gevestigd in Berlin-Wittenau en werd in 1990 overgenomen door Adtranz. De productie van de Regio-Shuttle begon in 1995 als opvolger van de NE 81. In 1997 werd in Berlin-Wilhelmsruh een nieuwe fabriek gebouwd en de productie verplaatst. Nog voor de productie van het eerste treinstel werd Adtranz in 2001 overgenomen door Bombardier Transportation. De productie van de Regio-Shuttle moest door ingrijpen van de mededingingsautoriteit worden verkocht aan Stadler Rail.
Door deze ingreep kreeg de Itino binnen Bombardier Transportation op de markt voor regionale dieseltreinstellen concurrentie van onder meer de Talent en de Regio-Shuttle.
Na de bouw van een prototype in 2004 werden tussen 2005 en 2008 een serie van 16 stuks voor Zweden en 22 stuks voor Duitsland gebouwd.
Het Zweedse verhuurbedrijf Transitio plaatste in januari 2008 een bestelling van 3 stuks, in februari 2008 volgde een bestelling van 7 stuks en in juni volgde een bestelling van 3 stuks.

### Namen
Enkele Zweedse treinstellen kregen namen van bekende personen:
| Nummer       | Naam              | Type | Eigenaar              | Concessie houder                        | Opmerking                                         |
| ------------ | ----------------- | ---- | --------------------- | --------------------------------------- | ------------------------------------------------- |
| eerste serie |                   |      |                       |                                         |                                                   |
| 1400         | Björn Skifs       | Y31  | Transitio             | Tåg i Bergslagen -2011 Västtågen 2011-  |                                                   |
| 1401         | f.d. Gunde Svan   | Y31  | Transitio             | Tåg i Bergslagen -2011 Krösatågen 2011- |                                                   |
| 1402         | Pälle Näver       | Y31  | Jönköpings Länstrafik | Krösatågen                              |                                                   |
| 1403         | Alf Hambe         | Y31  | Jönköpings Länstrafik | Krösatågen                              | Gesloopt na een aanrijding te Hok op 16 juni 2003 |
| 1404         | Lina Sandell      | Y31  | Jönköpings Länstrafik | Krösatågen                              |                                                   |
| 1405         | Emil i Lönneberga | Y31  | Jönköpings Länstrafik | Krösatågen                              |                                                   |
| 1406         | Kristina Nilsson  | Y32  | Jönköpings Länstrafik | Krösatågen                              |                                                   |
| 1407         | Bruno Mathsson    | Y32  | Jönköpings Länstrafik | Krösatågen                              |                                                   |
| 1408         | Dag Hammarskjöld  | Y32  | Jönköpings Länstrafik | Krösatågen                              |                                                   |
| 1409         | Alf Henrikson     | Y32  | Jönköpings Länstrafik | Krösatågen                              |                                                   |
| 1410         | Pär Lagerkvist    | Y32  | Jönköpings Länstrafik | Krösatågen                              |                                                   |
| 1411         |                   | Y32  | Västtrafik            | Västtågen                               | f.d. Elin Wägner                                  |
| 1412         |                   | Y31  | Västtrafik            | Västtågen                               |                                                   |
| 1413         | Elin Wägner       | Y31  | Jönköpings Länstrafik | Krösatågen                              |                                                   |
| 1414         |                   | Y31  | Transitio             | Värmlands regionaltåg                   |                                                   |
| 1415         |                   | Y31  | Transitio             | Värmlands regionaltåg                   |                                                   |
| 1416         |                   | Y31  | Västtrafik            | Västtågen                               |                                                   |
| tweede serie |                   |      |                       |                                         |                                                   |
| 1417         |                   | Y31  | Transitio             | Värmlands regionaltåg                   | Afgeleverd december 2009                          |
| 1418         |                   | Y31  | Transitio             | Värmlands regionaltåg                   | Afgeleverd december 2009                          |
| 1419         |                   | Y31  | Transitio             | Värmlands regionaltåg                   | Afgeleverd december 2009                          |
| 1420         |                   | Y31  | Transitio             | Värmlands regionaltåg                   |                                                   |
| 1421         |                   | Y31  | Transitio             | Värmlands regionaltåg                   |                                                   |
| 1422         |                   | Y31  | Transitio             | Reserv                                  | Afgeleverd maart 2010                             |
| 1423         | Tage Danielsson   | Y31  | KLT                   | Kustpilen                               | Afgeleverd maart 2010                             |
| 1424         | Traska            | Y31  | KLT                   | Kustpilen                               |                                                   |
| 1425         | Garpe             | Y31  | KLT                   | Kustpilen                               | Afgeleverd 16 april 2010                          |
| 1426         | Kung Märta        | Y31  | KLT                   | Kustpilen                               | Afgeleverd april 2010                             |
| 1427         | Wendela Hebbe     | Y31  | Jönköpings Länstrafik | Krösatågen                              | Afgeleverd 16 april 2010                          |
| 1428         | John Bauer        | Y31  | Jönköpings Länstrafik | Krösatågen                              | Afgeleverd 29 april 2010                          |
| 1429         |                   | Y31  | Transitio             | Norrtåg                                 | Afgeleverd 29 april 2010                          |

## Constructie en techniek
Het comfort in de treinstellen is op een hoog niveau. Door de bouw van een lagevloerdeel werd het voor rolstoel gebruikers mogelijk om op hoogte gebrachte perrons zonder hulp in en uit te stappen. Bij het prototype werd een rolstoel lift ingebouwd. Voor de controle op de automatisch werkende deuren werden geen spiegels maar camera’s geplaatst met een monitor in het dashboard. Op wens van de klant kunnen ook camera’s in het interieur geplaatst worden. Het treinstel is opgebouwd uit een aluminium frame met een front deel van GVK. De vorm van de verticale spanten hebben geen invloed op de sterke van het frame. Bij de aangedreven draaistellen is een as aangedreven. Het treinstel is uitgerust met luchtvering.
De Zweedse treinstellen hebben een omhulsel rond de koppeling met een verwarmingselement voor de goede werking in de winter.
De in 2007 en 2008 bestelde treinstellen van de 2e serie zijn onder meer uitgerust met een andere motoren en een andere transmissie.

## Treindiensten
De treinstellen worden in Zweden ingezet op de volgende trajecten:
- Umeå - Vännäs/Vindeln - Lycksele (Norrtåg)
- Karlstad - Kil - Sunne - Torsby (Värmlandstrafik)
- Gårdsjö - Herrljunga (Kinnekulletåget)
- Linköping - Åtvidaberg - Västervik
- Linköping - Hultsfred - Oskarshamn
- Linköping - Hultsfred - Kalmar
- (Jönköping -) Nässjö - Eksjö
- Nässjö - Vetlanda
- Jönköping - Vaggeryd - Värnamo - Halmstad
- Nässjö - Värnamo - Halmstad

## Foto's

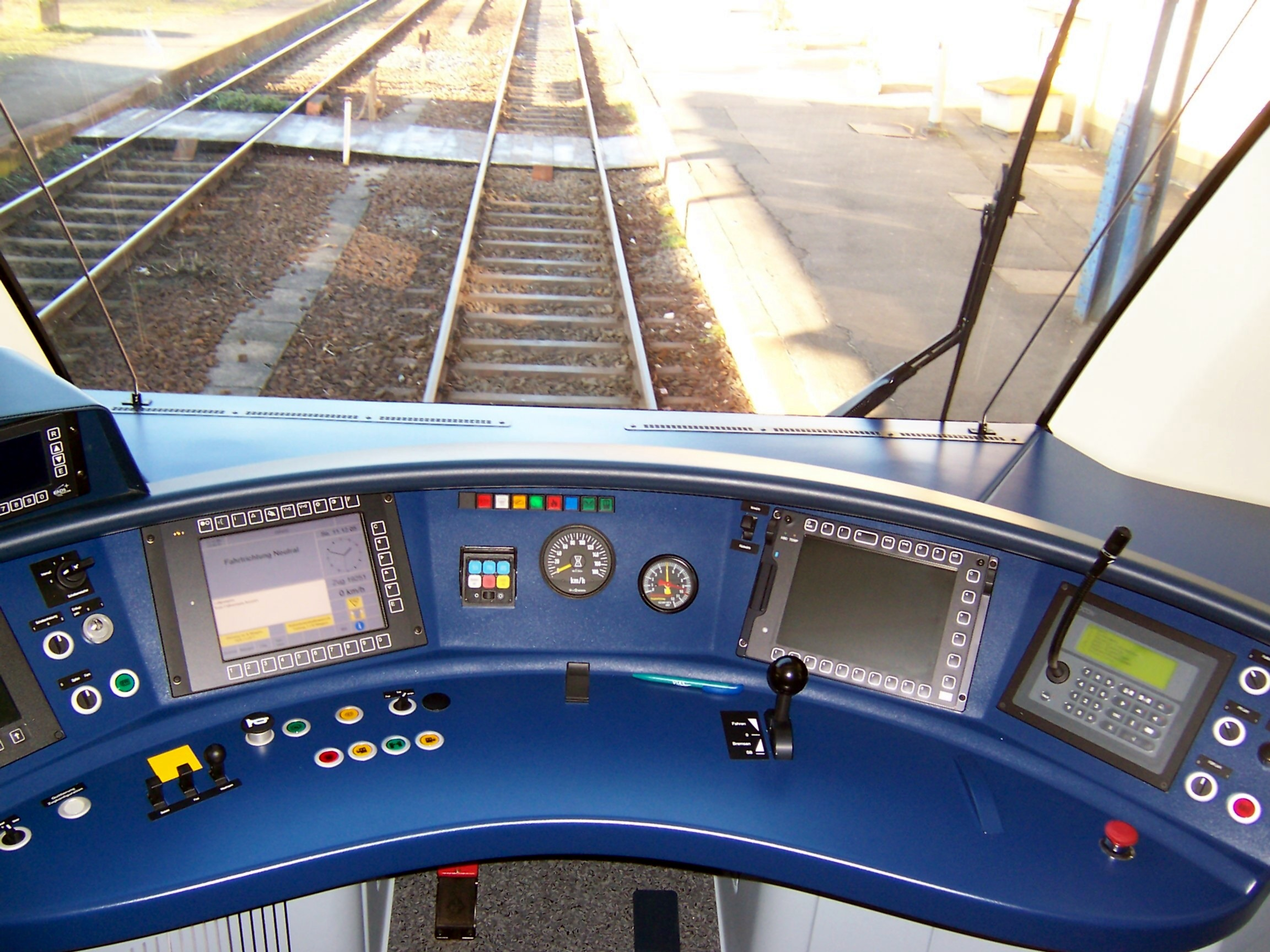
Stuurstand
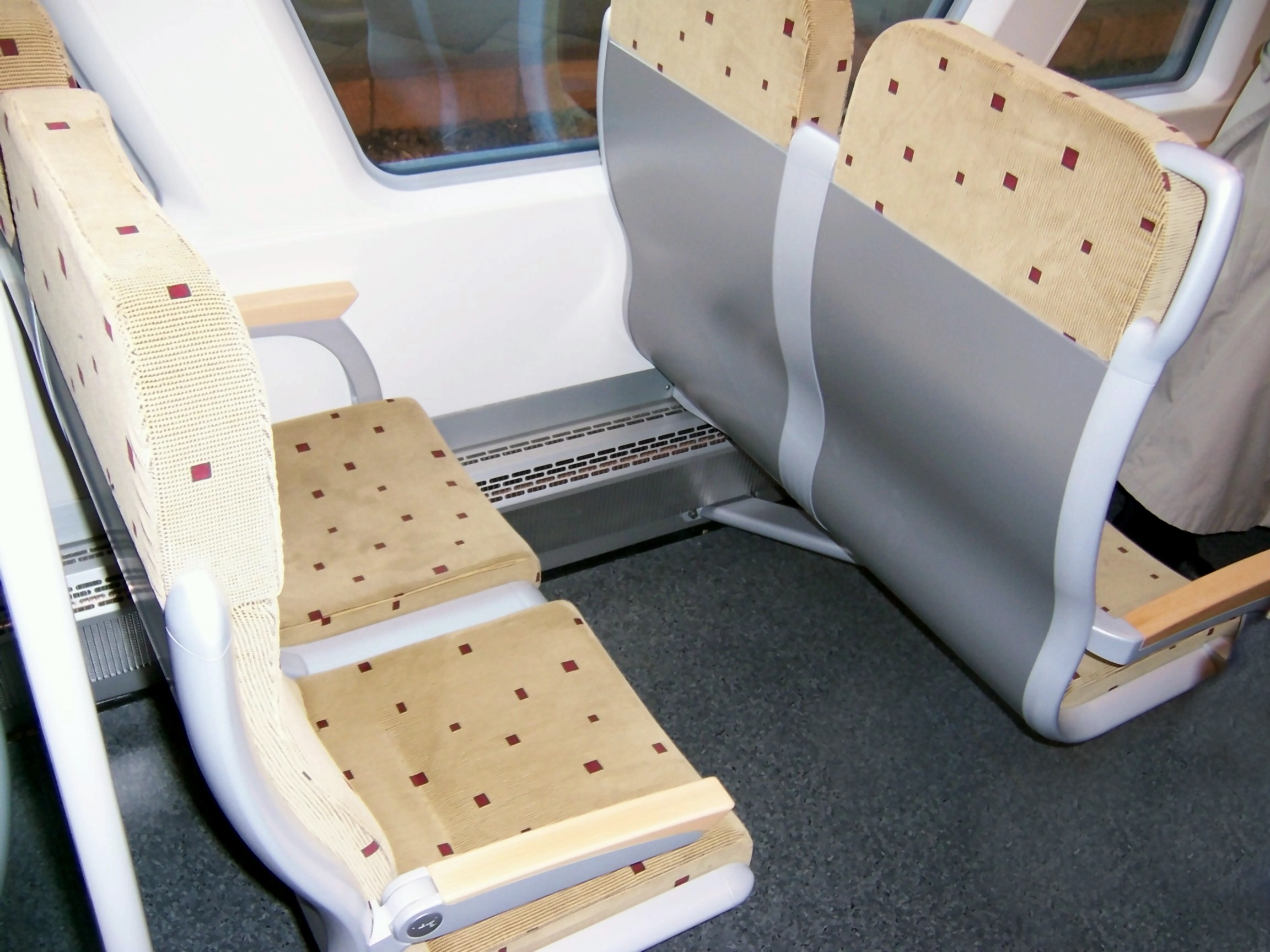
Interieur 1e klas
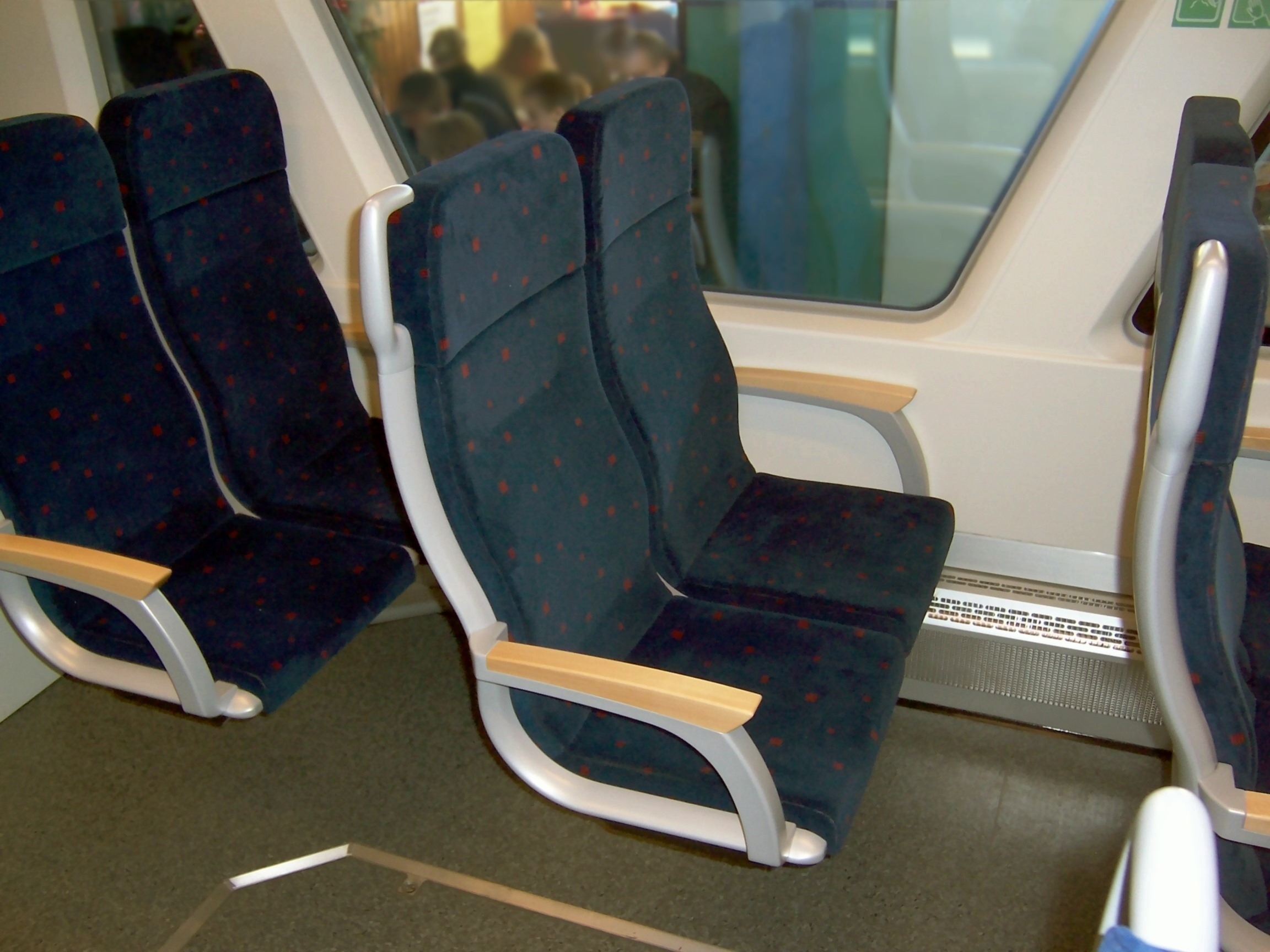
Interieur 2e klas
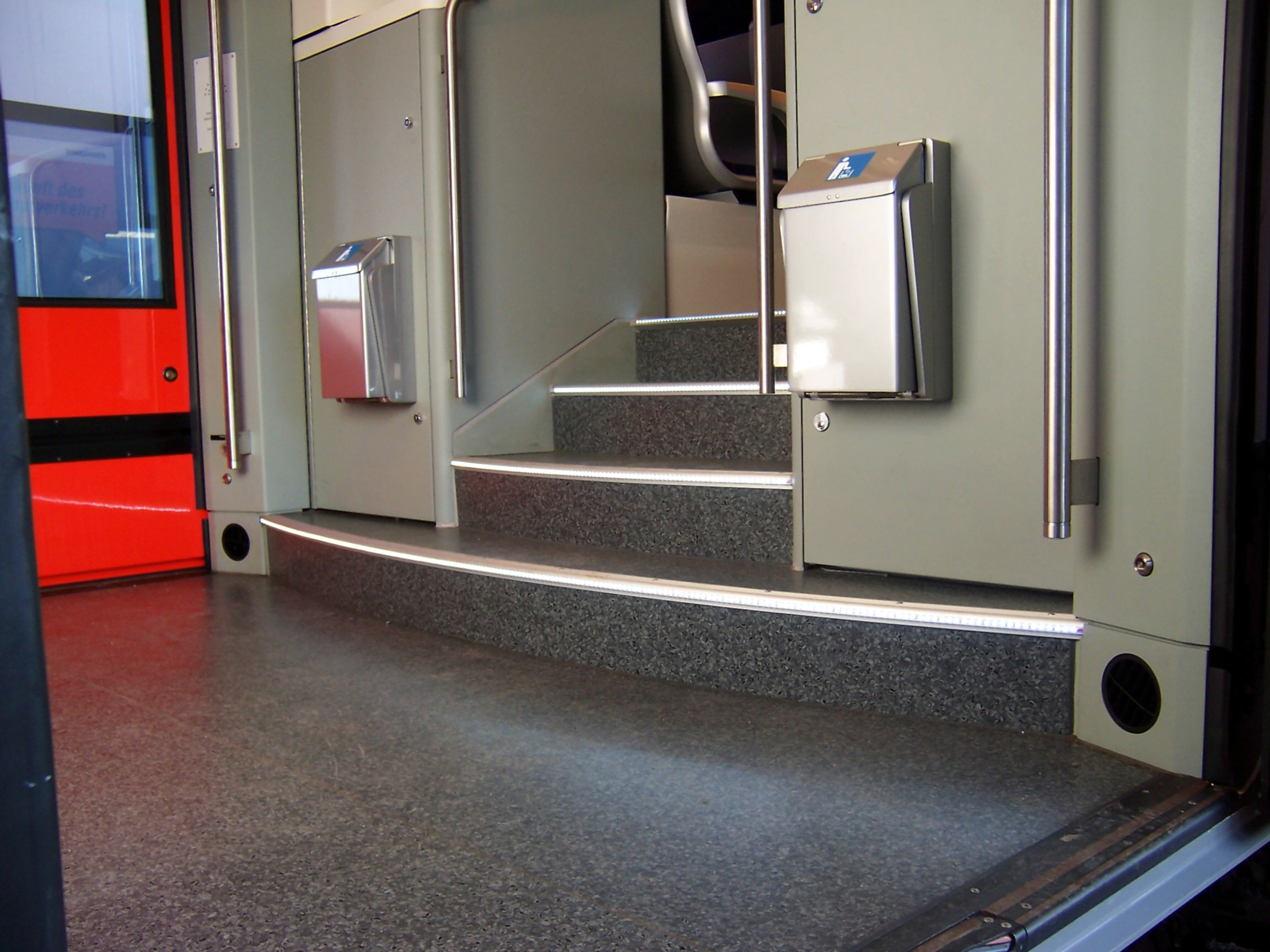
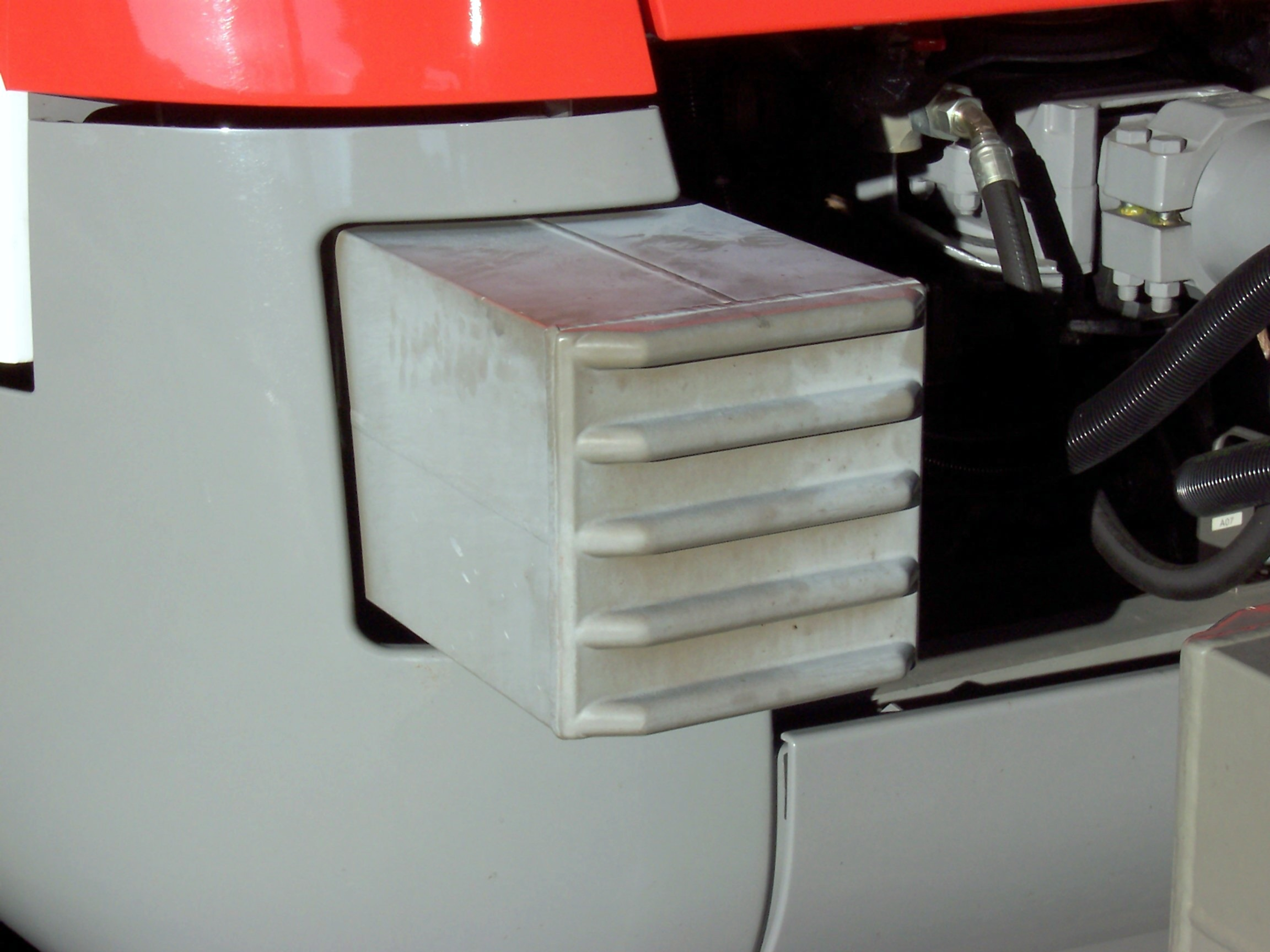